# Pogonocherus sieversi
Pogonocherus sieversi — вид жесткокрылых из семейства усачей. Время лёта жука с апреля по октябрь.

## Распространение
Распространён на Кавказе и в Турции.

## Описание
Жук длиной 4—8 мм.

## Развитие
Жизненный цикл вида длится два года.